# Masters Doubles WCT 1980
Il Masters Doubles WCT 1980 è stato un torneo di tennis giocato sul sintetico indoor. È stata l'8ª edizione del Masters Doubles WCT, che fa parte del Volvo Grand Prix 1980. Il torneo si è giocato a Londra in Gran Bretagna, dal 2 al 6 gennaio 1980.

## Campioni

### Doppio maschile
Brian Gottfried /  Raúl Ramírez hanno battuto in finale  Wojciech Fibak /  Tom Okker con il punteggio di 3–6, 6–4, 6–4, 3–6, 6–3